# Blaby
Blaby este un oraș și un district ne-metropolitan situat în comitatul Leicestershire, regiunea East Midlands, Anglia. Districtul are o populație de 92.500 locuitori din care 6.240 locuiesc în orașul propriu zis Blaby.

## Orașe în cadrul districtului
- Blaby;
- Glenfield